# Chiesa di San Giovanni Evangelista (Mercallo)
La chiesa di San Giovanni Evangelista è la parrocchiale di Mercallo, in provincia di Varese e arcidiocesi di Milano; fa parte del decanato di Sesto Calende.

## Storia
Probabilmente la primitiva chiesa di Mercallo sorse nell'XI secolo, anche se la sua esistenza è stabilmente accertata a partire dalla Notitia cleri del 1398, in cui si legge che essa dipendeva dalla pieve di Angera.
Questo luogo di culto fu interessato da un rifacimento alla fine del Seicento, presumibilmente tra il 1683 - anno riportato nel progetto d'ingrandimento custodito tra i documenti parrocchiali - e il 1690, data che si ritrova incisa sul campanile; la facciata, tuttavia, nel 1701 risultava ancora incompiuta.
Nel 1747 venne richiesta l'autorizzazione di aggiungere una cappella laterale, che nei fatti venne poi costruita poco dopo; in quello stesso periodo si procedette al completamento della facciata.
L'arcivescovo di Milano Filippo Maria Visconti, durante la sua visita del 1786, annotò che la chiesa risultava consacrata, anche se si era persa la memoria dell'anno e del celebrante.

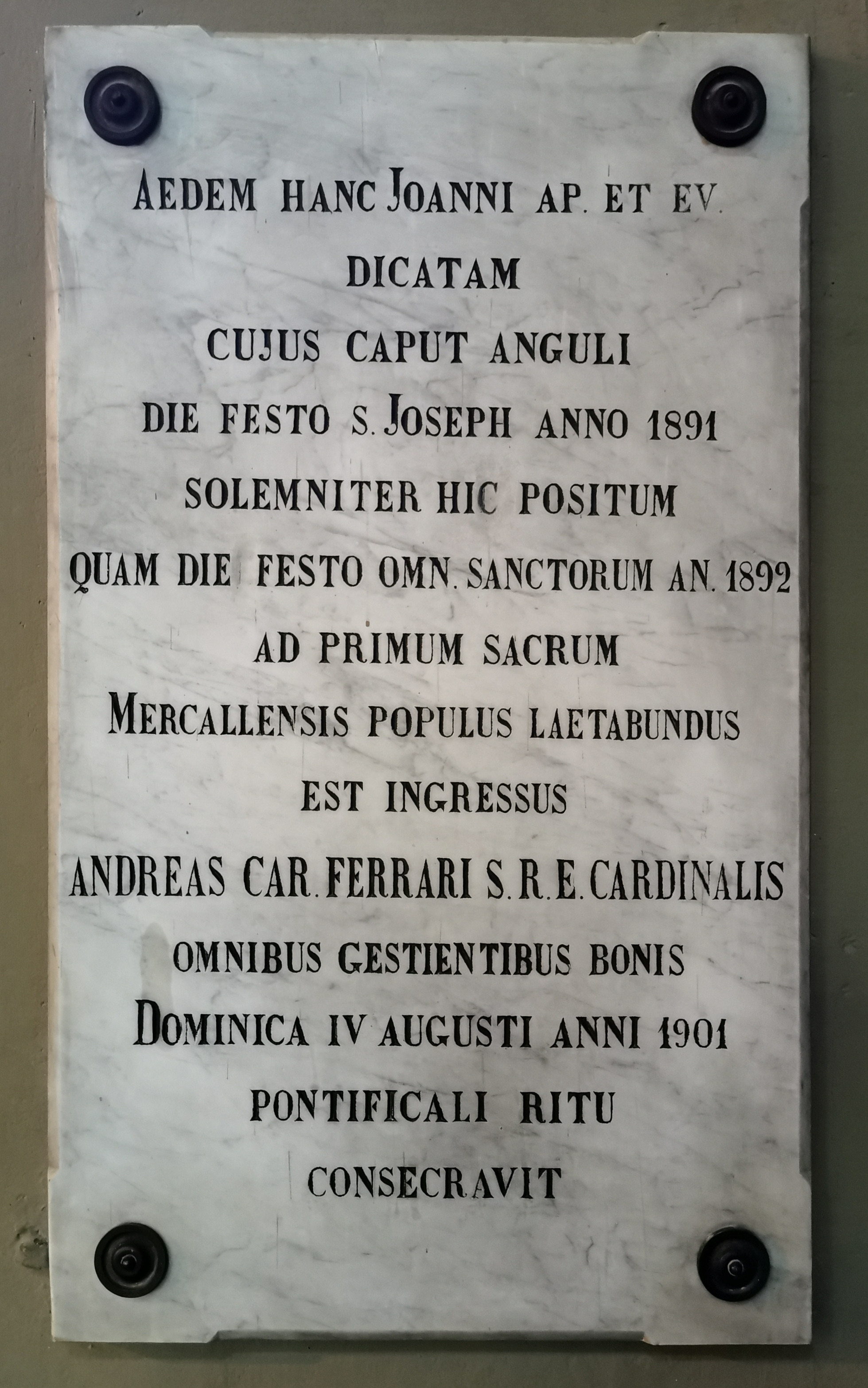
Lapide posta a memoria della consacrazione della chiesa.

Alla fine del XIX secolo questo luogo di culto era ormai insufficiente a soddisfare le esigenze dei fedeli e, così, il parroco don Carlo Prandoni si attivò per la sua ricostruzione e venne scelto il disegno di don Enrico Locatelli, inizialmente elaborato per la chiesa di Vergiate e poi parzialmente rivisto. La cerimonia di posa della prima pietra si tenne il 29 marzo 1891; la nuova parrocchiale fu consacrata il 25 agosto 1901 dall'arcivescovo Andrea Carlo Ferrari.
Verso il 1930 l'architetto Ugo Zanchetta stese il progetto per il nuovo campanile, che però non fu mai edificato; nel 1946 la parrocchia passò dal vicariato di Angera a quello di Sesto Calende.
Tra il 1955 e il 1956 vennero realizzate le decorazioni delle pareti e delle volte del presbiterio da parte del samaratese Pierino Rossini.
Tra il 1971 e il 1972, in seguito alla riorganizzazione territoriale dell'arcidiocesi voluta dall'arcivescovo Giovanni Colombo, la parrocchia confluì nel decanato di Sesto Calende, nato dalla trasformazione del precedente omonimo vicariato; pochi anni dopo, nel 1974, si procedette alla posa del nuovo pavimento.
La chiesa fu adeguata alle norme postconciliari negli anni ottanta, allorché si provvide ad aggiungere e l'altare rivolto verso l'assemblea.

## Descrizione

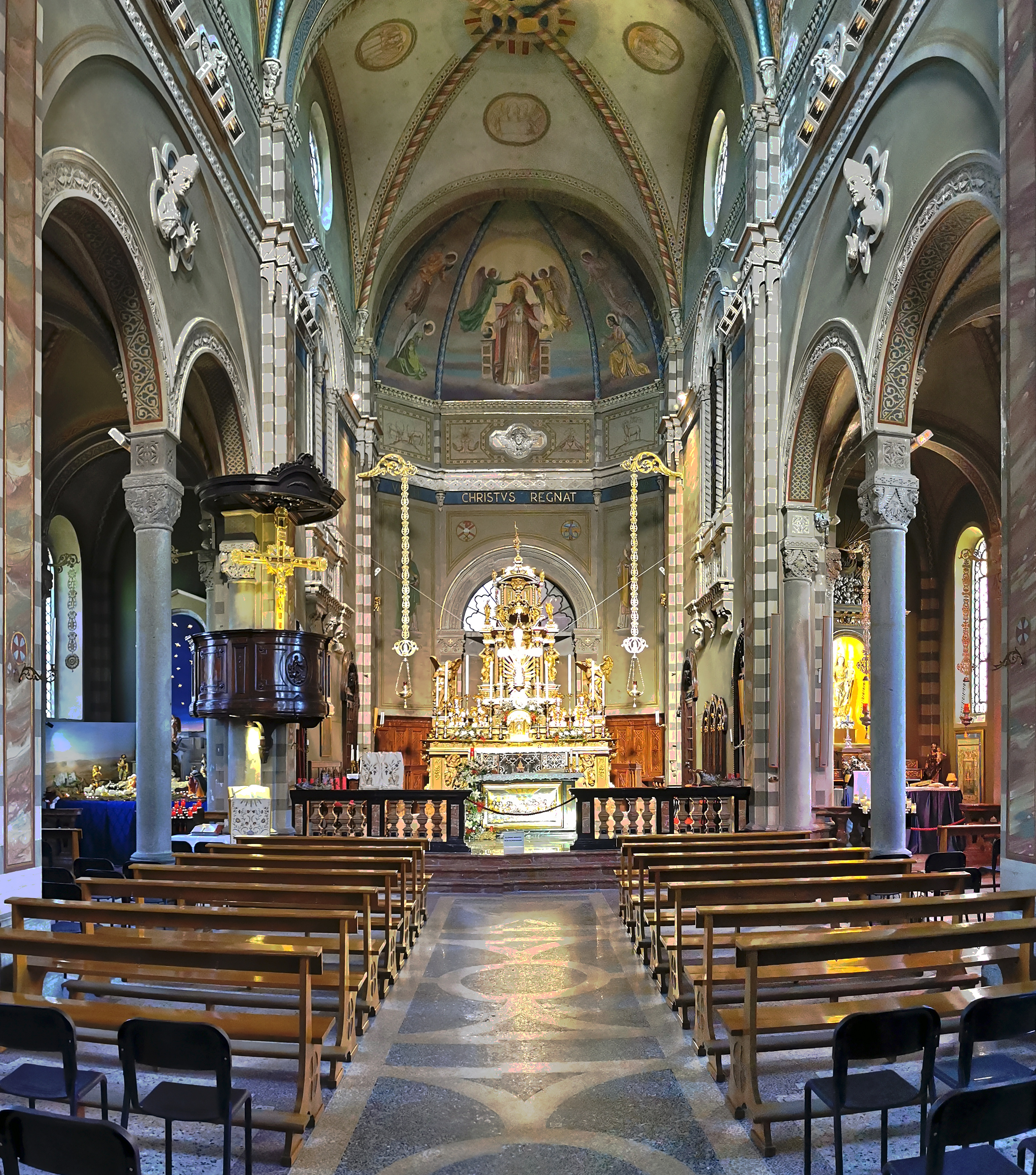
L'interno.

### Esterno
La facciata a salienti della chiesa, rivolta a mezzogiorno, caratterizzata sotto gli spioventi da archetti pensili e sormontata da pinnacoli, è abbellita da un motivo a fasce bicrome e presenta i tre portali d'ingresso lunettati e l'ampio rosone.
Annesso alla parrocchiale è il campanile a base quadrata, la cui cella presenta su ogni lato una monofora a tutto sesto.

### Interno
L'interno dell'edificio si compone di tre navate, separate da archi a tutto sesto poggianti su colonne alternate a pilastri, che sono abbelliti da paraste sopra le quali si impostano i costoloni i quali scandiscono le volte a crociera; al termine dell'aula si sviluppa il presbiterio, rialzato di alcuni gradini, delimitato da balaustre e chiuso dall'abside di forma poligonale.